# Euarestella nigra
Euarestella nigra är en tvåvingeart som beskrevs av Merz 2008. Euarestella nigra ingår i släktet Euarestella och familjen borrflugor. Inga underarter finns listade i Catalogue of Life.